# Nikola Popović
Nikola Popović, nascido a 28 de outubro de 1973, é um treinador de futebol com dupla nacionalidade portuguesa e sérvia. Detentor da licença UEFA Pro emitida pela Federação Portuguesa de Futebol — o nível mais avançado de certificação da UEFA —, Popović conta com experiência de treino em dez países diferentes e é fluente em cinco línguas: português, inglês, sérvio, espanhol e italiano.

## Carreira de treinador
Popović cresceu em Lisboa, onde deu os primeiros passos na sua carreira no CD Olivais e Moscavide, então a competir na Segunda Divisão. Depois da época 2006/07, seguiu para a Bulgária, integrando o FC Vihren Sandanski, da primeira divisão do país. Mais tarde, regressou a Portugal para representar o Varzim SC, na Segunda Liga, onde viria a vencer a Liga Intercalar.
Em 2010, Popović integrou a equipa técnica da seleção de Cabo Verde como treinador adjunto. Nesse mesmo ano, mudou-se para Espanha para trabalhar no AD Ceuta, da Segunda Divisão B, onde contribuiu para uma histórica campanha na Taça do Rei, levando o clube até aos oitavos de final — a melhor prestação de sempre do Ceuta na competição — onde foi eliminado pelo Barcelona, finalista dessa edição. Mais tarde, ainda durante essa temporada, assumiu funções no Chernomorets Burgas, da primeira divisão da Bulgária, ajudando a equipa a alcançar os quartos de final da Taça da Bulgária.
Depois disso, Popović seguiu para os Emirados Árabes Unidos, onde integrou a equipa técnica do Al Dhafra na época 2011/12, como adjunto de Baltemar Brito, antigo colaborador de José Mourinho. Durante essa passagem, ajudou o clube a conquistar a Vice President Cup. No ano seguinte, teve a sua primeira experiência como treinador principal, ao assumir o comando do Sertanense FC, na Segunda Divisão portuguesa, na temporada 2012/13. Em 2014, mudou-se para o Catar, onde trabalhou na Aspire Academy, antes de regressar a Portugal para integrar a estrutura técnica do Benfica B, em 2015.
Em 2016, Popović rumou aos Estados Unidos para integrar o Swope Park Rangers, equipa que competia no Campeonato da USL. Durante a sua passagem pelo clube, esteve presente em quatro finais consecutivas, conquistando dois títulos e contribuindo de forma decisiva para uma das fases mais bem-sucedidas da história do clube.
Nikola Popović assumiu o cargo de treinador principal do Swope Park Rangers na temporada de 2017.
Após ter desempenhado funções como treinador adjunto de Marc Dos Santos no Swope Park Rangers durante a época de 2016, Nikola Popović foi promovido a treinador principal a 21 de novembro do mesmo ano. Na sua primeira temporada no comando da equipa, guiou o clube à conquista do título da Conferência Oeste e a uma nova presença na final da USL, pelo segundo ano consecutivo. Sob a sua liderança, o Swope Park Rangers destacou-se por um futebol atrativo, assente na posse de bola e na pressão alta, dominando as estatísticas da USL em 2017 nos capítulos de posse e precisão de passe.
A 21 de dezembro de 2017, foi oficializado que Nikola Popović assumiria o cargo de treinador principal do Ottawa Fury, equipa da United Soccer League, dando início a uma nova etapa da sua carreira na América do Norte.
Em maio de 2018, Nikola Popović foi distinguido com o prémio de Treinador do Mês da USL, reconhecimento pelo excelente desempenho da sua equipa nesse período. Nessa mesma temporada, levou o Ottawa Fury até às meias-finais do Campeonato Canadiano, alcançando um dos melhores registos do clube na competição.
Nikola Popović implementou no Ottawa Fury um estilo de jogo apelativo e eficaz, assente na posse de bola e numa pressão alta constante. Nessa mesma época, protagonizou o melhor arranque de temporada da história do clube, alcançou o maior número de golos marcados numa só época e conduziu o Ottawa Fury à sua primeira qualificação para os playoffs da USL desde que a equipa integrou a liga. Na Taça do Canadá, guiou também o clube até às meias-finais, igualando a melhor prestação de sempre na competição.
Nikola Popović regressa à Europa após receber um convite de Hélder Cristóvão para integrar a sua equipa técnica no DAC 1904. Os dois já tinham trabalhado juntos no Benfica, e voltam agora a colaborar no Dunajská Streda, emblema da primeira divisão eslovaca (Fortuna Liga).
Em 2021, Nikola Popović juntou-se ao Estrela Vermelha de Belgrado como treinador adjunto do técnico Dejan Stanković. No final da época 2021/2022, conquistou com a equipa o título da Super Liga Sérvia, a Taça da Sérvia e alcançou as oitavas de final da Liga Europa. Na temporada seguinte, 2022/2023, voltou a sagrar-se campeão da Super Liga Sérvia, garantiu a qualificação para a Liga Europa e chegou ao playoff da Liga dos Campeões da UEFA.
A 23 de maio de 2024, Nikola Popović foi oficializado como o novo treinador do Atlético Clube de Portugal. Desde o seu início no comando da equipa, tem recebido destaque na imprensa portuguesa devido ao seu percurso profissional e à vasta experiência acumulada em diversos países e continentes.
Venceu a fase regular da Liga 3, Grupo B, com um total de 33 pontos, destacando-se também pela melhor defesa da série. Garantiu a qualificação para a fase de campeão, apresentando ainda o melhor ataque e a melhor diferença de golos da Série B, que foi a segunda melhor na fase regular. 

## Vida pessoal
Popović detém dupla nacionalidade portuguesa e sérvia. É fluente em português, inglês, sérvio e espanhol, além de possuir um bom domínio do italiano e do francês.
Popović é um convidado frequente em canais televisivos desportivos e informativos portugueses, onde comenta e analisa partidas de futebol, tanto ao nível nacional como internacional.
Popović realizou ainda estágios no Inter de Milão durante a época 2012–13, na Seleção Portuguesa Sub-21 em 2013, e na Seleção Sub-21 de Sérvia e Montenegro em 2006.